# ۳ اینترناتسیونال
۳ اینترناتسیونال (به لاتین: 3 Internatsional) یک منطقهٔ مسکونی در روسیه است که در سرزمین آلتای واقع شده‌است.